# Kristovich Imre
Christovits vagy Kristovich Imre (Pest, 1711. május 7. – Makó, 1798. december 23.) megyéspüspök.

## Életútja
1740-től a pécsi papnevelő igazgatója, 1748 és 1766 között pécsi kanonok, 1767-től 1776-ig nagyprépost, 1768-tól skutari választott püspök, több évig püspöki helynök. 1777. április 11-től csanádi megyés püspök. Fölszentelte a részeiben már használatba vett temesvári székesegyházat. 1778 és 1782 között végigjárta egyházmegyéjét, ahol a török megszállás óta ekkor volt először bérmálás. Kiadta az első csanádi sematizmust. 1786-tól Szegeden új plébániákat szervezett. Makón a régi temető mellé nyaralót építtetett, itt halt meg 1798-ban. A temesvári székesegyházban temették el.